# Плавниковые
Плавниковые, или глубоководные осьминоги (лат. Cirrina), — подотряд осьминогов. Включает в себя 4 семейства, 8 родов и примерно 30 описанных видов. Распространены в батиали и абиссали всех океанов, включая Арктику и Антарктику.

## Описание
Тело студенистое, почти лишённое мышц. Рудимент раковины — подковообразный хрящ в задней части мантии. На него опираются два весловидных плавника (1 пара) по бокам тела в середине или задней части мантии. Чернильный мешок отсутствует, у некоторых видов недоразвиты воронка, радула и мантийная полость. Глаза у одних видов редуцированы, у других, напротив, сильно увеличены. Руки, как правило, соединены кожаной перепонкой — умбреллой, доходящей порой почти до самых их кончиков. Присоски на руках расположены в один ряд. С обеих сторон каждой присоски располагаются чувствительные усики — цирры, от которых и образовано латинское название таксона.

## Изучение
Изучение глубоководных осьминогов затруднено тем, что они обитают на глубинах более 1000 метров, и только в высоких широтах иногда поднимаются до 125—200 метров. Крайне редко попадают в тралы, при этом студенистые ткани их тела рвутся. С появлением глубоководных аппаратов стало возможным их изучение.

## Образ жизни
Питаются мелкими рачками, глубоководным наддонным (бентопелагическим) зоопланктоном. Плавниковый осьминог зависает в нескольких сантиметрах над дном, максимально раздвинув руки, так чтобы умбрелла растянулась «зонтом», и парит, пока не обнаружит скопление зоопланктона. Передвигаются с помощью плавников и умбреллы. При зависании над дном плавники работают попеременно, при плавании и убегании — синхронно. Для бегства могут использовать и воронку, но лишь в течение короткого времени. Не могут менять окраску так быстро, как обычные осьминоги.

## Размножение и развитие
Самки откладывают небольшое количество (иногда всего лишь несколько штук) крупных яиц (обычно 9—11 мм, у некоторых видов до 24 мм длиной) прямо на дно. Яйца покрыты прочной хитиновой оболочкой, не поддающейся хитиноразрушающим бактериям очень долгое время. Благодаря этому самкам нет необходимости постоянно заботиться о яйцах, в отличие от остальных осьминогов. Развитие плода очень длительное; молодь вылупляется похожей на взрослую особь, но без умбреллы, которая развивается позже.

## Классификация
На февраль 2019 года в отряд включают 4 семейства:
- Семейство Cirroctopodidae Collins & Villenueva, 2006
- Семейство Cirroteuthidae Keferstein, 1866
- Семейство Opisthoteuthidae Verrill, 1896 [syn. Grimpoteuthidae O'Shea, 1999, Luteuthidae O'Shea, 1999]
- Семейство Stauroteuthidae Grimpe, 1916